# St. Johannes Evangelist und Ägidius (Unterneukirchen)

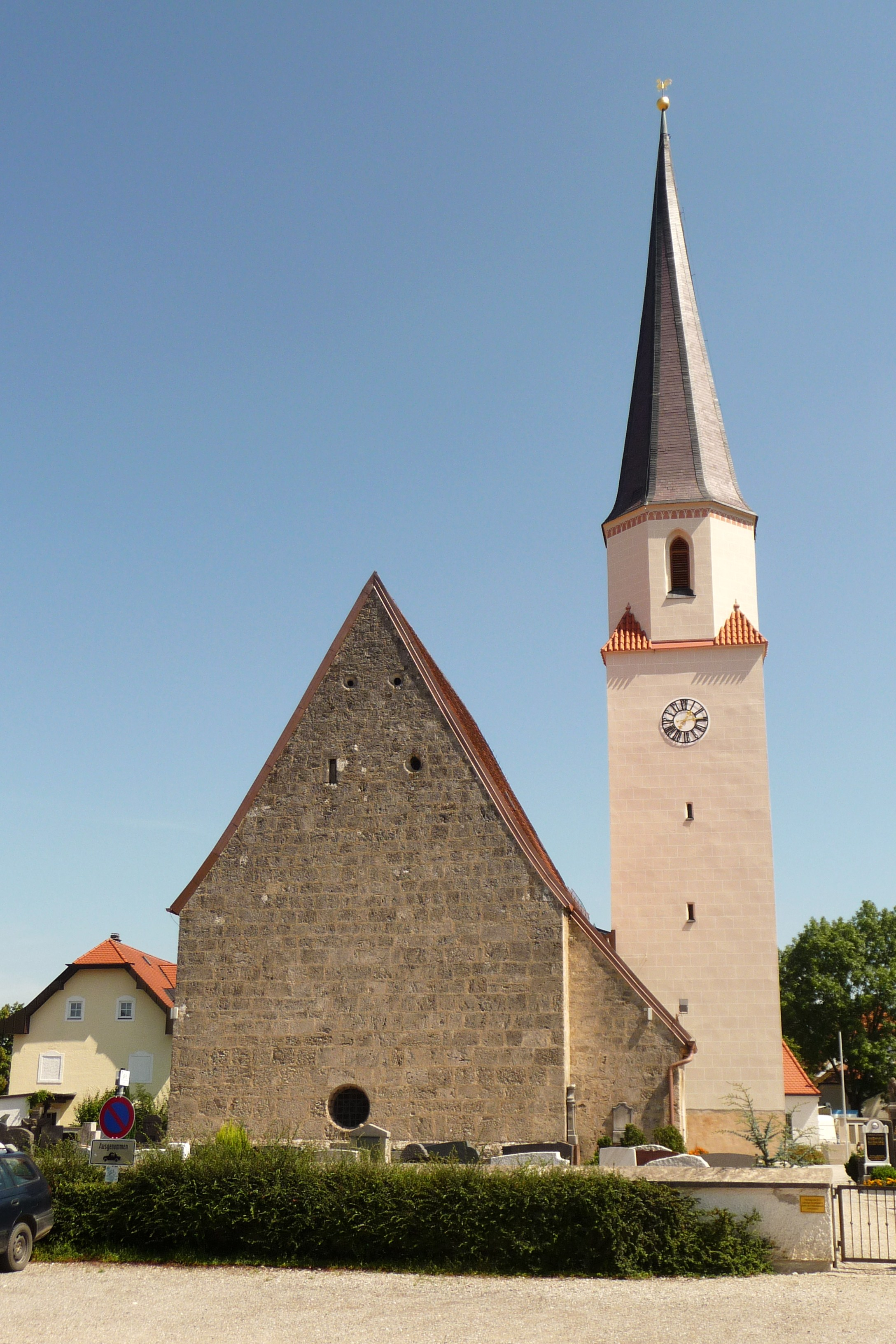
St. Johannes Evangelist und Ägidius in Unterneukirchen

Die römisch-katholische Pfarrkirche St. Johannes Evangelist und Ägidius steht in Unterneukirchen im oberbayerischen Landkreis Altötting. Sie ist in der Liste der Baudenkmäler in Unterneukirchen unter der Nr. D-1-71-135-1 eingetragen. Die Kirche gehört zum Dekanat Altötting im Bistum Passau.

## Beschreibung
Die gotische Saalkirche wurde 1479 aus Quadermauerwerk erbaut. Sie besteht aus dem Langhaus, dem eingezogenen Chor zu zwei Jochen mit Fünfachtelschluss im Osten und dem Kirchturm auf quadratischem Grundriss an der Südwand des Langhauses. Sein oberstes quadratisches enthält die Turmuhr, das darüber liegende achteckige den Glockenstuhl mit den drei Glocken. Darauf sitzt ein spitzer Helm. In der Südostecke von Chor und Kirchturm befindet sich die 1785 angebaute Sakristei mit einem Oratorium im Obergeschoss. Ein Vorbau vor dem westlichen Joch des Langhauses führt zum Portal. 
Die Innenräume sind mit Netzgewölben überspannt. Der Hochaltar wird von den Skulpturen des Josef von Nazaret und des Johannes des Täufers flankiert.